# Martes Sport
Martes Sport - польська мережа широкоформатних спортивних магазинів.

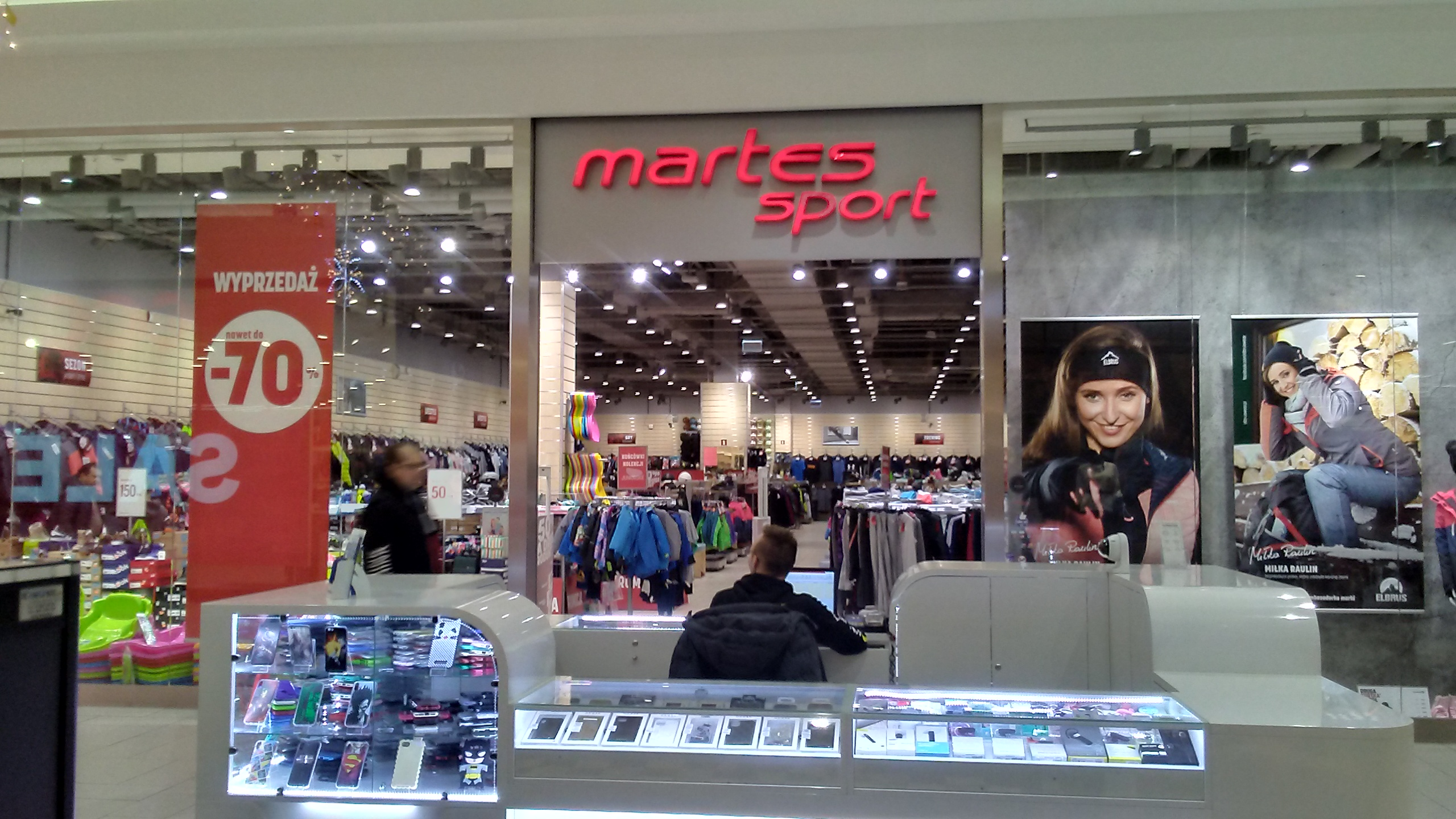
Салон Martes Sport в торговому центрі в Томашуві Мазовецькому

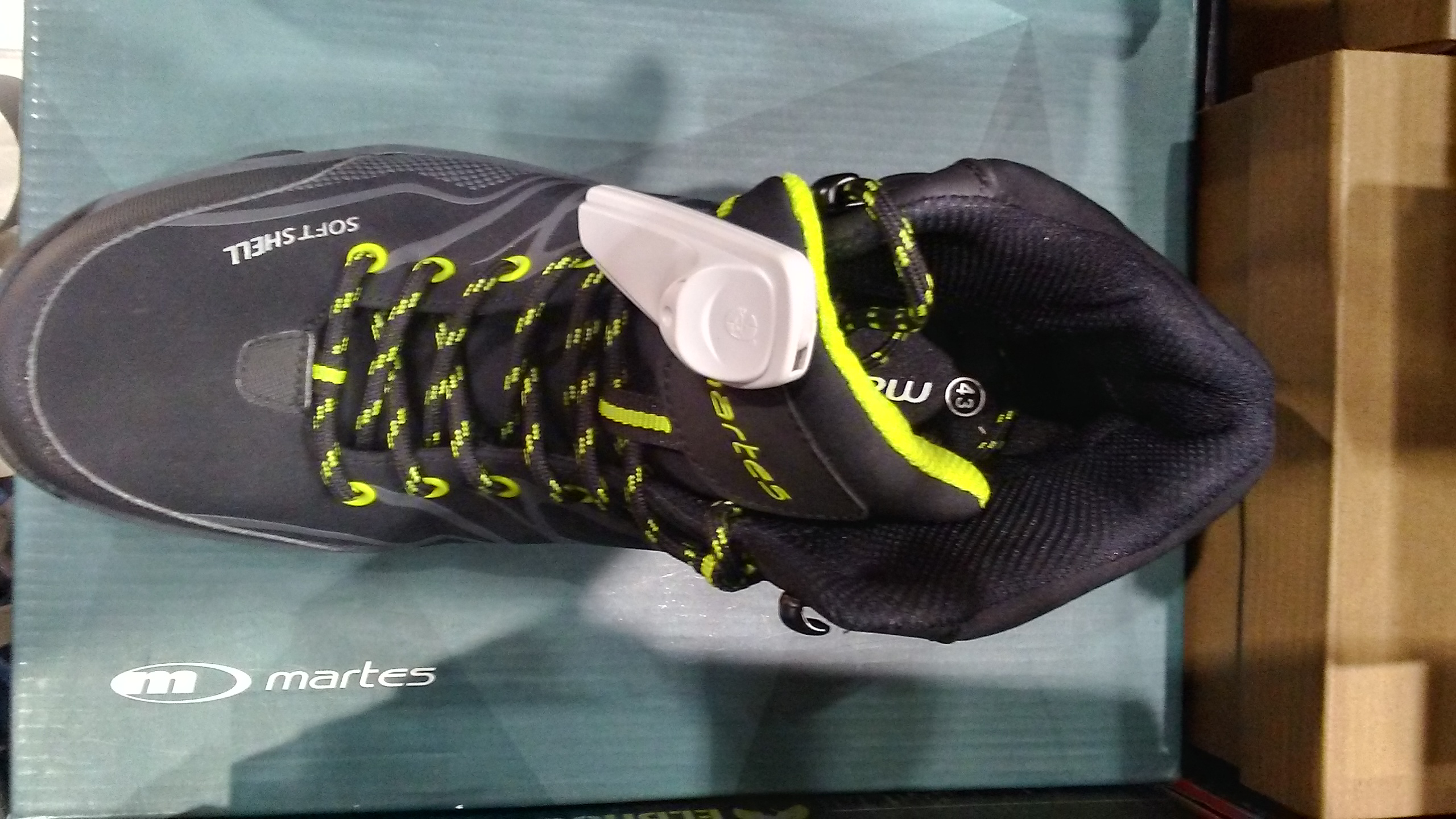
Логотип на упаковці взуття

Підприємство було засновано в 1993 році в Бельсько-Бялі Ярославом Дрожжиком разом із Міхалом Коваліком  . Компанія займається дистрибуцією одягу, взуття, спортивного обладнання та аксесуарів, а також трекінгового спорядження в Центральній, Південній та Східній Європі через власну мережу магазинів, як правило, в торгових центрах. Компанія присутня в Польщі, Україні, Чехії, а з 1998 року також у Словаччині, Угорщині, Румунії, Болгарії, Хорватії, Боснії, Сербії, Словенії, Молдові, Чорногорії, Албанії, Північній Македонії, Косові, Латвії, Литві та Естонії.  . Магазини Martes в Польщі розташовані переважно в торгових центрах . Окрім виставкових залів, компанія має торгові точки для магазинів Hi-Tec, Elbrus, Brugi, Iguana та AquaWave   . Martes Sport також є комерційним агентом французьких спортивних магазинів Go Sport, Tesco, Auchan, Metro Group   », Ex aequo 86 місце. Їхній стан оцінюється в 452 мільйони злотих  . Двічі – у 2013 та 2014 роках компанія отримала « Газелу Бізнесу » на конкурсі, організованому щоденною газетою « Пульс Бізнес », у 2017 році отримала «Діамант» місячника « Форбс »  . Martes Sport є спонсором бельсько-бяльського клубу BKS Stal  .

## Виноски
1. ↑  , PTWP, "Marka Elbrus zadebiutowała w Polsce"
2. ↑  , Administrator, "Firma Martes Sport dystrybutorem marki Hi-tec w 19 krajach"
3. ↑  Sklepy Martes Sport – Martes Sport (пол.), архів оригіналу за 25 березня 2022, процитовано 25 березня 2022
4. ↑  Outlet Center otwiera nowy outlet sportowy Martes Sport [PROMOCJE], архів оригіналу за 12 грудня 2019, процитовано 25 березня 2022
5. ↑  Hurtowa sprzedaż odzieży sportowej, sprzętów i artykułów – Martes Sport (пол.), архів оригіналу за 25 березня 2022, процитовано 25 березня 2022 [Архівовано 2022-03-25 у Wayback Machine.]
6. ↑  Spółki – Martes Sport (пол.), архів оригіналу за 29 січня 2020, процитовано 25 березня 2022 [Архівовано 2020-01-29 у Wayback Machine.]
7. ↑  100 Najbogatszych Polaków 2019 (пол.), архів оригіналу за 17 червня 2019, процитовано 25 березня 2022
8. ↑  , Martes Sport, "Awards" [Архівовано 2021-05-16 у Wayback Machine.]
9. ↑  Martes Sport Sponsorem Technicznym BKS PROFI CREDIT Bielsko-Biała! – Aktualności (пол.), архів оригіналу за 11 грудня 2019, процитовано 25 березня 2022